# 山市镇
山市镇，是中华人民共和国黑龙江省牡丹江市海林市下辖的一个乡镇级行政单位。

## 行政区划
山市镇下辖以下地区：
山市社区、东街村、西街村、道南村、东光村、二洼村、长胜村、洋草村、锦山村、奇峰村、胜利村、新兴村和青岭子村。